# 夏承燾
夏承燾（か しょうとう、1900年2月10日 - 1986年5月11日）は、浙江温州の人、字は瞿禅（くぜん）、別に瞿髯（くぜん）と号する。別号に夢栩生（ぼうくせい）、室号は月輪楼・天風閣・玉鄰堂・朝陽楼。中国現代詞学の開拓者であり創始者。

## 生涯
1918年に温州師範学校を卒業、若い内から詩詞を読むことを好み、自らも詩を能くし、後に詞学を専攻する。
1930年、厳州第九中学より之江大学の文理学部国文学科教授に転任。直ちに詞学研究と指導に従事。中華人民共和国建国の後は、杭州大学教授と中国科学院文学研究所兼任研究員を務めた。1981年からは、中国韻文学会名誉会長・『詞学』主編等を務める。
1986年5月11日、夏承燾は病により北京にて逝去。

## 著作
彼の出版した詞学専著は30種近くで、未編集の論文は百余篇あり、整理出版を待たれる著作もなお多種ある。そのうち『唐宋詞人年譜』・『唐宋詞論叢』・『姜白石詞編年箋校』等は、全て詞学あって以来の数少ない大著である。彼はまた大量の詩詞を創作しており、その代表作は『夏承燾詞集』・『天風閣詩集』であり、さらに独自の特色を備えた『天風閣学詞日記』も書いた。

## 交友
夏承燾は若い頃、同郷の呉鷺山と親交を深めていた。文革後は呉の妹である呉無聞と結ばれ、その後の著作には多く内助の力を得た。
夏承燾は胡蘭成ともとても親交が深かった。

## 詞学専著
- 『唐宋詞人年譜』
- 『唐宋詞論叢』
- 『姜白石詞編年箋校』